# Ciclismo nos Jogos da Commonwealth de 2010
O ciclismo nos Jogos da Commonwealth de 2010 foi realizado em Délhi, na Índia, entre 5 e 13 de outubro. As provas de pista foram disputadas no Complexo Esportivo Indira Gandhi e o ciclismo de estrada no percurso traçado na Porta da Índia.

## Medalhistas

### Pista
Masculino
| Evento                  | Ouro                                                                     | Prata                                                              | Bronze                                                                    |
| Perseguição individual  | Jack Bobridge AUS Austrália                                              | Jesse Sergent NZL Nova Zelândia                                    | Michael Hepburn AUS Austrália                                             |
| Perseguição por equipes | Jack Bobridge Michael Freiberg Michael Hepburn Dale Parker AUS Austrália | Sam Bewley Westley Gough Marc Ryan Jesse Sergent NZL Nova Zelândia | Sean Downey Martyn Irvine Philip Lavery David McCann NIR Irlanda do Norte |
| Velocidade individual   | Shane Perkins AUS Austrália                                              | Scott Sunderland AUS Austrália                                     | Sam Webster NZL Nova Zelândia                                             |
| Velocidade por equipes  | Daniel Ellis Jason Niblett Scott Sunderland AUS Austrália                | Edward Dawkins Ethan Mitchell Sam Webster NZL Nova Zelândia        | Azizulhasni Awang Josiah Ng Mohd Tisin MAS Malásia                        |
| Corrida por pontos      | Cameron Meyer AUS Austrália                                              | George Atkins ENG Inglaterra                                       | Mark Christian IOM Ilha de Man                                            |
| Scratch race            | Cameron Meyer AUS Austrália                                              | Michael Freiberg AUS Austrália                                     | Zachary Bell CAN Canadá                                                   |
| Keirin                  | Josiah Ng MAS Malásia                                                    | David Daniell ENG Inglaterra                                       | Simon Van Velthooven NZL Nova Zelândia                                    |
| 1 km contra o relógio   | Scott Sunderland AUS Austrália                                           | Mohd Tisin MAS Malásia                                             | Edward Dawkins NZL Nova Zelândia                                          |

Feminino
| Evento                 | Ouro                                       | Prata                                   | Bronze                                   |
| Perseguição individual | Alison Shanks NZL Nova Zelândia            | Wendy Houvenaghel NIR Irlanda do Norte  | Tara Whitten CAN Canadá                  |
| Velocidade individual  | Anna Meares AUS Austrália                  | Becky James WAL País de Gales           | Emily Rosemond AUS Austrália             |
| Velocidade por equipes | Kaarle McCulloch Anna Meares AUS Austrália | Jenny Davis Charline Joiner SCO Escócia | Monique Sullivan Tara Whitten CAN Canadá |
| Corrida por pontos     | Megan Dunn AUS Austrália                   | Lauren Ellis NZL Nova Zelândia          | Tara Whitten CAN Canadá                  |
| Scratch race           | Megan Dunn AUS Austrália                   | Joanne Kiesanowski NZL Nova Zelândia    | Anna Blyth ENG Inglaterra                |
| 500 m contra o relógio | Anna Meares AUS Austrália                  | Kaarle McCulloch AUS Austrália          | Becky James WAL País de Gales            |

### Estrada
Masculino
| Evento             | Ouro                      | Prata                             | Bronze                       |
| Corrida em estrada | Allan Davis AUS Austrália | Hayden Roulston NZL Nova Zelândia | David Millar SCO Escócia     |
| Contra o relógio   | David Millar SCO Escócia  | Alex Dowsett ENG Inglaterra       | Luke Durbridge AUS Austrália |

Feminino
| Evento             | Ouro                           | Prata                               | Bronze                      |
| Corrida em estrada | Rochelle Gilmore AUS Austrália | Elizabeth Armitstead ENG Inglaterra | Chloe Hosking AUS Austrália |
| Contra o relógio   | Tara Whitten CAN Canadá        | Linda Villumsen NZL Nova Zelândia   | Julia Shaw ENG Inglaterra   |

## Quadro de medalhas
| Ordem | País             | Medalha de ouro | Medalha de prata | Medalha de bronze | Total |
| ----- | ---------------- | --------------- | ---------------- | ----------------- | ----- |
| 1     | Austrália        | 14              | 3                | 4                 | 21    |
| 2     | Nova Zelândia    | 1               | 7                | 3                 | 11    |
| 3     | Escócia          | 1               | 1                | 1                 | 3     |
|       | Malásia          | 1               | 1                | 1                 | 3     |
| 5     | Canadá           | 1               |                  | 4                 | 5     |
| 6     | Inglaterra       |                 | 4                | 2                 | 6     |
| 7     | Irlanda do Norte |                 | 1                | 1                 | 2     |
|       | País de Gales    |                 | 1                | 1                 | 2     |
| 9     | Ilha de Man      |                 |                  | 1                 | 1     |
| TOTAL | TOTAL            | 18              | 18               | 18                | 54    |